# 杨各庄站
杨各庄站是一个京哈铁路上的铁路车站，位于河北省滦县解各庄乡，建于1974年，目前为四等站，邮政编码为063705。目前客运：办理旅客乘降；行李、包裹托运；货运：办理整车、零担货物发到。